# NGC 5777
NGC 5777 (również PGC 53043 lub UGC 9568) – galaktyka spiralna (Sb), znajdująca się w gwiazdozbiorze Smoka. Odkrył ją William Herschel 17 kwietnia 1789 roku.
W galaktyce tej zaobserwowano supernową SN 2001dc.